# Calamus campechanus
Calamus campechanus är en fiskart som beskrevs av Randall och Caldwell, 1966. Calamus campechanus ingår i släktet Calamus och familjen havsrudefiskar. Inga underarter finns listade.